# Vultur pescar african
Vulturul pescar african (Icthyophaga vocifer) este o specie mare de vultur întâlnită în toată Africa subsahariană, oriunde există corpuri mari de apă deschisă cu o ofertă abundentă de hrană. Este pasărea națională din Malawi, Namibia, Zambia și Zimbabwe. Această specie poate semăna cu vulturul pleșuv ca aspect; deși înrudite, cele două specii se întâlnesc pe continente diferite, vulturul pleșuv fiind rezident în America de Nord.
Exemplare mumificate de vultur pescar african au fost găsite în necropola de la Elkab.
Specia este clasificată de IUCN ca fiind de cea mai mică îngrijorare. Dimensiunea estimată a populației este de aproximativ 300.000 de indivizi, cu o arie de distribuție de 18.300.000 km2.

## Taxonomie
Vulturul pescar african este o specie din genul Icthyophaga (vulturi pescari). Cea mai apropiată rudă a sa pare a fi vulturul pescar din Madagascar (Icthyophaga vociferoides), specie pe cale de dispariție. Numele vocifer provine de la denumirea originală a genului, denumit astfel de naturalistul francez François Levaillant, care l-a numit „cel care vociferează”.

## Galerie

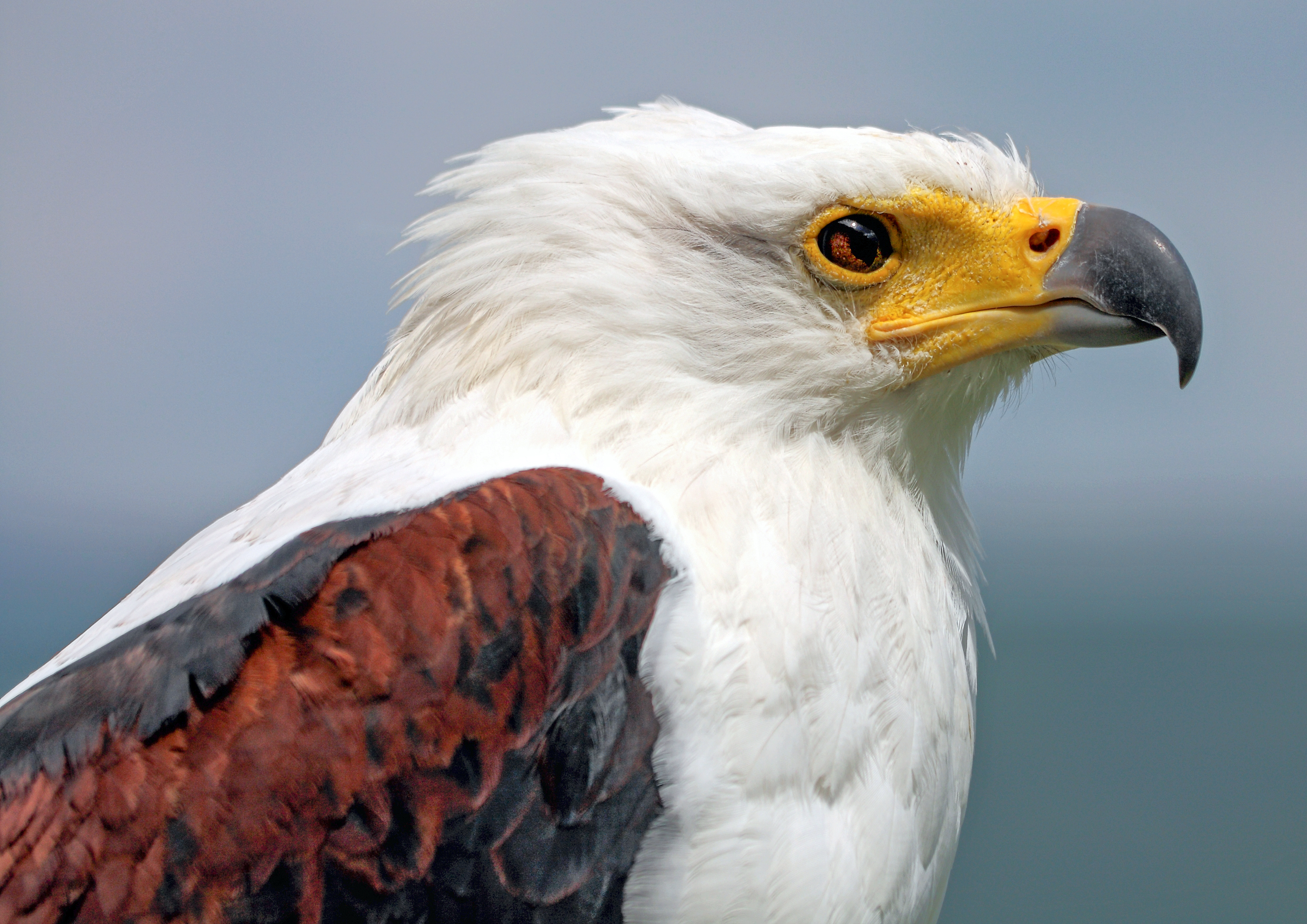
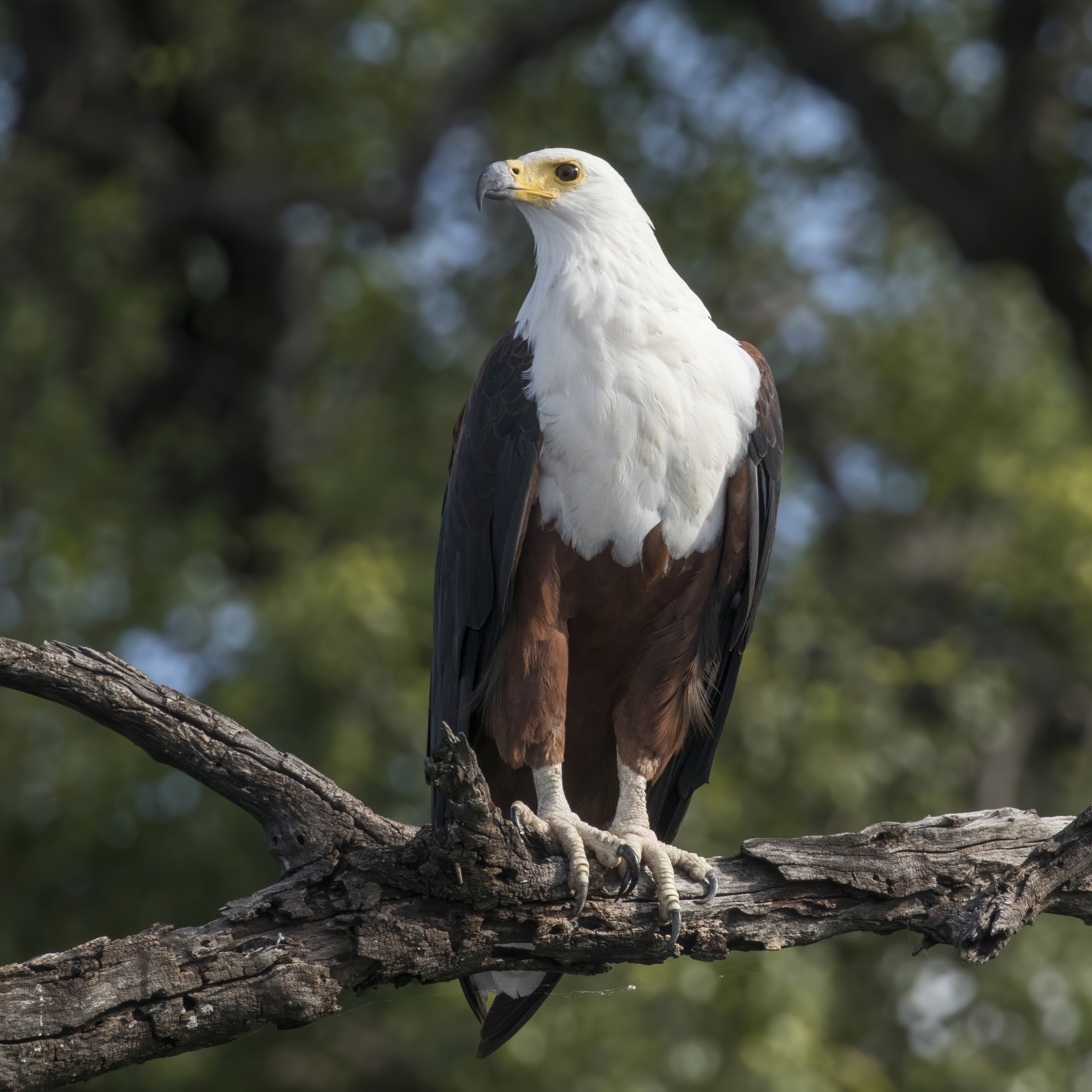
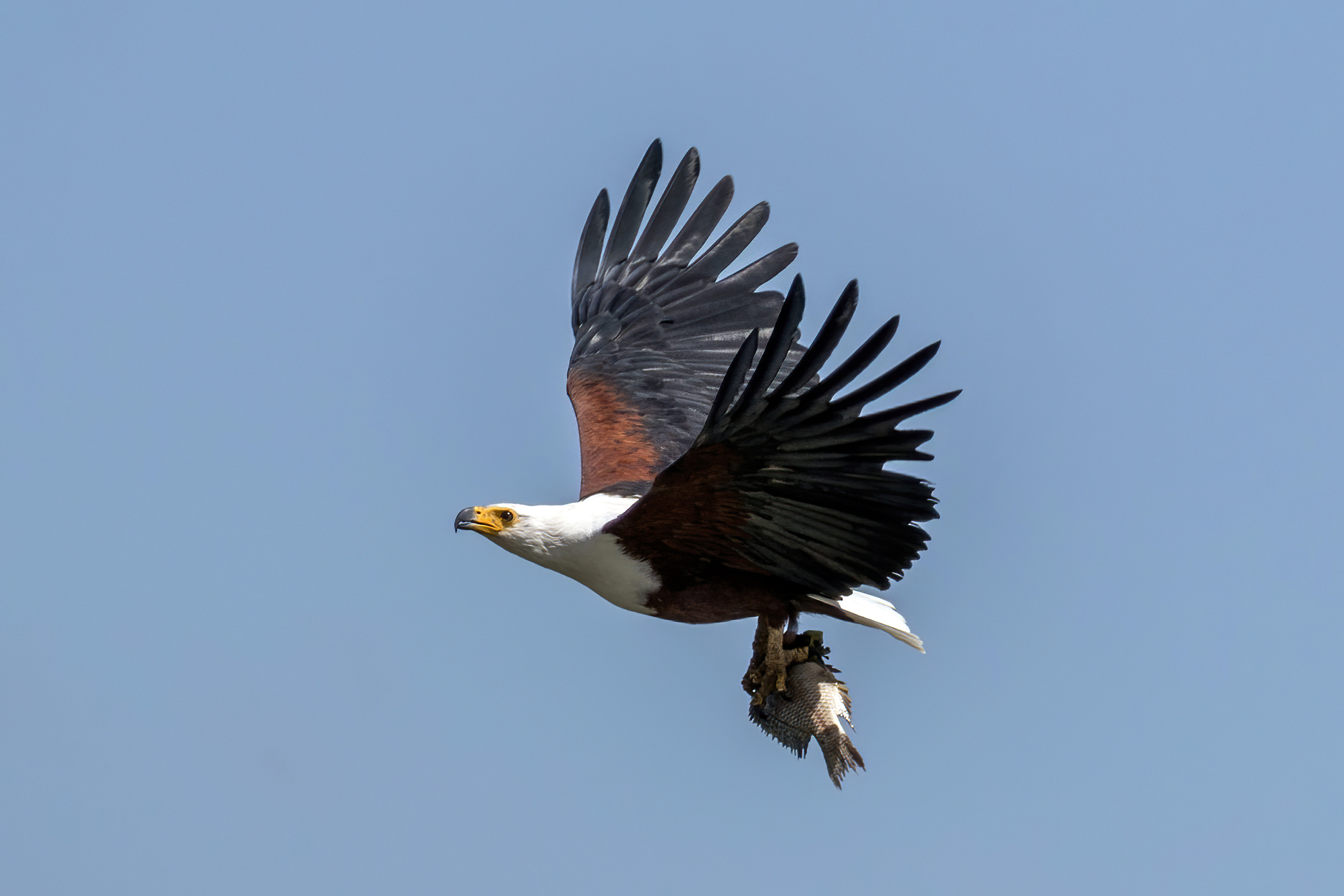
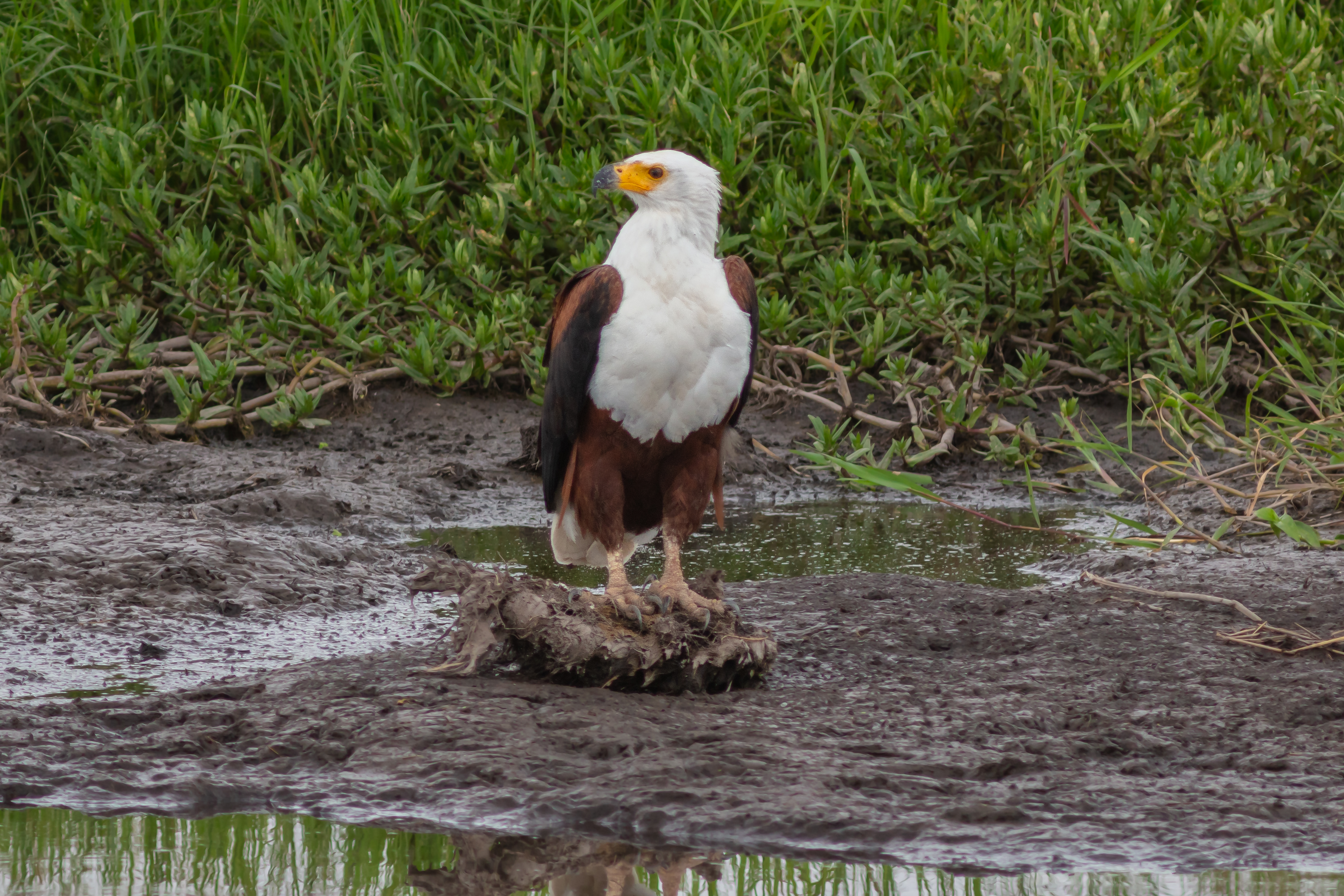

## Legături extere
- Materiale media legate de Haliaeetus vocifer la Wikimedia Commons
- African fish eagle - Species text in The Atlas of Southern African Birds